# 林立衡
林立衡（1944年8月31日—），祖籍湖北黃岡，出生于延安，林彪和叶群之女，小名豆豆，因为林彪很喜欢吃豆子的缘故。

## 生平
1944年8月31日生於延安中央醫院，是個早產兒，母亲叶群曾将其送给当地人抚养，几个月后又要回。六歲時曾跟隨父親林彪至莫斯科養病。1962年，她进入清華大學就读電子工程系，與劉少奇和姬鵬飛女兒是室友。後转学到北京大學中文系。文革期間擔任《空軍報》副總編。
1971年9月13日凌晨林彪一行人在溫都爾汗墜落，機毀人亡。林立衡在得知逃亡計劃後虽然有向中央告發，但仍然要接受審查，被迫交代林彪贈書中「笑一笑十年少」、「天馬行空」的涵義，審查期間曾服用安眠藥自殺未遂。後來她寫信給毛澤東求助，1974年7月31日，毛澤東批示解除了對林立衡的審查。林立衡當時頭髮少了一半，牙齒掉了六顆。接著跟男友张清林（1942年8月－2022年10月7日）結婚，並在鄭州一家汽車廠工作。後來又到中國社會科學院工作。1989年参与发起“中国现代文化学会”，后来在这个学会下设企业文化专业委员会和口述历史专业委员会。
2014年11月1日，林立衡在中國工農紅軍東路軍後代座談會上公開露面并發言，引起了媒體的特別關注。

## 影视作品
- 电视剧《大决战》（第11集，童年林立衡）
- 电视剧《五星红旗迎风飘扬2》（大结局，被周恩来提到其曾经向8341部队报告林彪等人外逃）

## 相关书籍
《林彪军事文选》林豆豆、刘树发主编，2012年香港文革历史出版社。

## 來源
1. ↑  《林豆豆口述》出版：《終於直接聽到了林彪女兒的聲音》 （页面存档备份，存于） - “林豆豆是林彪和葉群的女兒，1944年8月31日在延安出生。”
2. ↑  官伟勋著. 我所知道的叶群[M]. 北京：中国文学出版社, 1993.05. 170
3. ↑  来自林彪女儿林立衡的报告 （页面存档备份，存于） - 中国共产党新闻 - 人民网
4. ↑  . 人民网. 2012-09-14  [2015-10-23]. （原始内容存档于2019-10-31）.
5. ↑  网易. . www.163.com. 2022-10-11  [2023-02-06]. （原始内容存档于2023-02-06）.
6. ↑  . 新浪. 2014-11-06  [2014-11-06]. （原始内容存档于2019-06-03）.